# Ubik
Az Ubik Philip K. Dick 1969-ben megjelent egzisztencialista sci-fi regénye. 2005-ben a Time magazín az 1923 óta megjelent 100 legjobb regényei közé sorolta. Lev Grossman kritikus úgy írta le, mint „egy mélyen aggasztó egzisztencialista horrormese, egy rémálom, melyből soha sem biztos, hogy fölébredtél”.

## Történet
|  | Alább a cselekmény részletei következnek! |

A cselekmény a „jövőbeli” (vagy alternatív) 1992-ben folyik le. A technológia olyan szintig fejlődött ki, hogy az emberek könnyedén utazgatnak a Holdra („Lunára”). A gépezeteket és berendezéseket nagyjából homeosztatikus gépek cserélték le, melyek pénzbedobásra működnek (pl. az ajtó beszélni tud, és akkor nyílik, ha bedobsz egy 5 centest). Ezen kívül széles körben elterjedtek a pszichés képességek, mint pl. a telepátia vagy a jövőbelátás.
A főszereplő Joe Chip, egy technikus, akinek munkája a telepatikus mező lemérése. A Glen Runciter által irányított cégnek dolgozik, mely „tétleneket” állít ki bizonyos képességek semlegesítésére (pl. egy telepata ellen anti-telepatát küldenek). Runciter a társaságot feleségével együtt irányítja, az elhunyt de félig-életben („féletben”) levő Ellával, aki a zürichi Szerelmetes Felebarátaim Moratórium egyik fagyasztójában van.
Stanton Mick, a gazdag üzletember felbéreli a céget, hogy küldjön tizenegy tétlent a lunai településbe, ahol egy feltételezett telepata működik. A meghívás csel volt, és egy robbanás megöli Runcitert. A többiek visszasietnek a hajóba, magukkal víve Runciter testét, abban reménykedve, hogy még sikerül féletben tartani. Miután megérkeznek Zürichbe, megtudják, hogy már nincsen rajta segítség, Runciter meghalt.
A csoport gondolkozni kezd, hogyan fog ezek után működni a cég, de közben furcsa dolgok kezdenek történni velük. Joe kávét rendel, de a tej, amit kapott már vagy 2 éves lehetett. A pénzérmék vagy annyira öregekké változnak, hogy már kivonták őket a forgalomból, vagy Runciter képe jelenik meg rajtuk. Joe egy hotelbe megy, ahol meg szeretne pihenni egy estére. Wendy, a csoport egyik tagja, elmegy meglátogatni őt. Másnap, Joe rátalál Wendy elszáradt holttestére, a csontjai mintha százévesek lettek volna.
Runciter tovább is hagy üzeneteket nekik, míg végül Joe fölfedezi, hogy valójában ők mindannyian meghaltak a robbanásban, amit csak Runciter élt túl. Ők a hűtőkben fekszenek, a technikusok próbálják féletben tartani őket, de valami miatt ez nem sikerül nekik, és a csoport tagjai egyenként halnak meg. A körülöttük levő tárgyak „visszafejlődnek”, pl. kocsik öregebb típusúvá válnak, a modern hangberendezésből öreg, II. világháború előtti rádió lesz, az újságok dátuma 1939-re változik.
Runciter egy reklámon keresztül azt üzeni Joe-nak, hogy szerezzen be egy flakon Ubikot, mellyel semlegesítheti a visszafejlődés folyamatát. Ez nehéz feladatnak bizonyul, mivel maga az Ubik is visszafejlődik máj- és vesebalzsammá.
A regény végén Joe felfedezi, hogy az egész helyzetet egy bizonyos Jory okozza, aki szintén féletben van, és a többiek életerejét felfalva meghosszabbítja a sajátját. Az Ubik segítségével ellenállhat Jorynak. Az Ubikot végül is Ella Runciter fejlesztette ki más félőkkel együtt. Ella átadja a Jory elleni harc feladatát Joe-nak, majd maga elindul a reinkarnáció felé.
Az élők világában, Glen Runciter több olyan pénzérmet talál magánál, melyeken rajta van Joe Chip arca. Feltételezi, hogy „ez még csak a kezdet volt”.
|  | Itt a vége a cselekmény részletezésének! |

## Értelmezés
Philip K. Dick volt felesége, Tessa szerint, „az Ubik egy metafora Istenre. Az Ubik mindenható és mindentudó, és az Ubik mindenhol van. A spray csak egy forma, melyet az Ubik magára öltött, hogy az emberek könnyen megértsék és használhassák. Nem a flakonban levő anyag az, ami segít rajtuk, hanem a hit, hogy az segíteni fog rajtuk.” A regény végét, ahol Runciter pénzérméket talál Joe Chip arcával, Tessa úgy értelmezi, hogy „ez azt kell, hogy jelentse, hogy nem lehetünk biztosak semmibe sem abban a világban, melyet valódinak hisszük. Lehet, hogy ők mind halottak, és befolyásolják az élők világát. De az is lehet, hogy élnek és csak álmodnak.”

## Magyarul
- Ubik; ford. Németh Attila; Móra, Bp., 1992
- Ubik; ford. Németh Attila; 2. átdolg. kiad.; Agave Könyvek, Bp., 2004

## Műelemzés
- Fitting, Peter, (1975) "Ubik and the Deconstruction of Bourgeois SF", Science-Fiction Studies # 5, 2:1, 47–54. oldal
- Lem, Stanislaw, (1975) “Science and Reality in Philip K. Dick’s Ubik”, A Multitude of Visions, ed. Cy Chauvin, Baltimore; T-K Graphics, 35–9. oldal
- Pagetti, Carlo, (2003) “Ubik uno e trino” [utószó], Philip K. Dick, Ubik, Roma: Fanucci, 253–66. oldal
- Proietti, Salvatore, (2006) “Vuoti di potere e resistenza umana: Dick, Ubik e l'epica americana”, Trasmigrazioni: I mondi di Philip K. Dick, eds. Valerio Massimo De Angelis and Umberto Rossi, Firenze: Le Monnier, 204–16. oldal